# Charlotte Classic
Il Charlotte Classic è stato un torneo femminile di tennis che si disputava a Charlotte negli USA su campi in terra rossa.

## Albo d'oro

### Singolare
| Anno | Campionessa         | Finalista            | Punteggio     |
| ---- | ------------------- | -------------------- | ------------- |
| 1971 | Chris Evert         | Laura DuPont         | 6-2 6-0       |
| 1972 | Billie Jean King    | Margaret Smith Court | 6-2, 6-2      |
| 1973 | Evonne Goolagong    | Evgenija Birjukova   | 6-2, 6-0      |
| 1977 | Martina Navrátilová | Mima Jaušovec        | 3-6, 6-2, 6-1 |

### Doppio
| Anno | Campionesse                                                 | Finalista                       | Punteggio        |
| ---- | ----------------------------------------------------------- | ------------------------------- | ---------------- |
| 1971 | Chris Evert Sue Stap                                        | Janet Newberry Eliza Pande      | 6-3, 1-6, 6-3    |
| 1972 | Françoise Dürr Betty Stöve Margaret Smith Court Lesley Hunt |                                 | Titolo condiviso |
| 1973 | Evonne Goolagong Janet Young                                | Ilana Kloss Martina Navrátilová | 6-2, 6-0         |
| 1977 | Martina Navrátilová Betty Stöve                             | Regina Maršíková Pam Teeguarden | 6-3, 6-4         |